# Louis-Robert Carrier-Belleuse

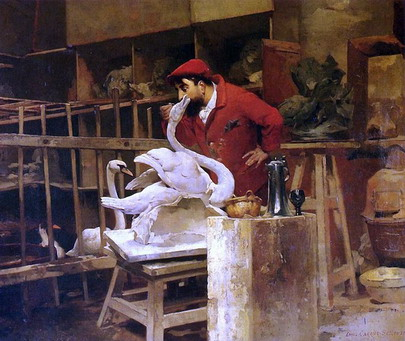
Sculptorul de animale (1880)

Louis-Robert Carrier-Belleuse (n. 4 iulie 1848, Paris, Franța – d. 14 iunie 1913, Paris, Franța) a fost un pictor și sculptor francez.
A fost fiul și elevul lui Albert-Ernest Carrier-Belleuse și fratele pictorului Pierre Carrier-Belleuse⁠(d). A proiectat modelele Faïencerie (Fabrică de faianță) din Choisy-le-Roi, unde a fost director artistic.
A fost, de asemenea, sculptorul monumentului ecvestru al generalului Manuel Belgrano din 1872 din Buenos Aires, Argentina, și a proiectat mormântul președintelui guatemalez asasinat José María Reina Barrios⁠(d).

## Lucrări alese
- Une équipe de bitumiers, 1883 (Musée du Luxembourg)
- Porteurs de farine, 1885, (Musée du Petit Palais⁠(d))
- Nimfa și satiră, sculptură în marmură (Musée Jules Chéret din Nisa )
- Les Petits Ramoneurs, (Musée de Rochefort)
- Une Petite Curieuse, (Musée de Rochefort)
- Marchand de Journaux, (Musée de Rochefort)
- Les joueurs d'echecs, (Musée de Besançon)